# Adam Delimkhanov
Adam Sultanovič Delimkhanov (in russo Адам Султанович Делимханов?; Benoj, 25 settembre 1969) è un generale e politico russo di etnia cecena, deputato del parlamento russo per la Cecenia.

## Biografia

### Primi anni e formazione
Delimkhanov è nato il 25 settembre 1969 a Benoj, distretto di Nožaj-Jurt nell'allora RSSA Ceceno-Inguscia, figlio di Sultan Saitarbaevič Delimkhanov e Marjam Jusupovna, provenienti dal villaggio di Džalka nel distretto di Gudermes. Varie fonti citano che sia un parente di Ramzan Kadyrov (un cugino di quarto grado da parte di madre).
Nel 1990 ha lavorato come meccanico presso l'impresa di riparazione Argunskoe della RSSA ceceno-inguscia dal 1990 al 1991 come fornitore presso l'impresa Tešam. Sempre in quegli anni fece anche da autista al militante Salman Raduev.
Quando scoppiò la seconda guerra cecena nel 1999, Delimkhanov si schierò con Akhmat Kadyrov e le forze federali.

### Educazione superiore
Delimkhanov ha conseguito tre lauree:
Nel 1994 si è laureato presso l'Università Statale Cecena-Inguscia Lev Tolstoj (ora Università statale cecena).
Nel 2004 si è laureato in giurisprudenza presso l'Istituto di Finanza e Diritto di Makhačkala.
Nel 2013 si è laureato presso l'Accademia presidenziale RANEPA.

## Carriera militare
Nel 1987 venne arruolato nell'esercito dell'Unione Sovietica come soldato, rimanendoci fino al 1989.
Dal 2000 al 2003 ha comandato una compagnia di forze speciali della 136ª Brigata fucilieri motorizzata del Ministero della Difesa della Federazione Russa.
Dall'agosto al settembre 2003 è stato comandante del battaglione della Milizia del Dipartimento di Sicurezza Privata presso il dipartimento degli Affari Interni della città di Gudermes.
Dal settembre 2003 al luglio 2006 ha diretto l'unità Neftepolk del Dipartimento di sicurezza privata presso il Ministero degli Affari interni della Cecenia per la protezione degli impianti petroliferi e del gas, compresi i giacimenti petroliferi e gli oleodotti. Il 2 dicembre 2007 è stato eletto alla Duma di Stato nella lista del partito pro-Cremlino Russia Unita.
Delimkhanov ha comandato le unità cecene impegnate nell'assedio di Mariupol' «ripulendo la città da elementi criminali isolato dopo isolato».
Adam Delimkhanov sarebbe stato "disperso" nell'oblast' di Zaporižžja il 14 giugno 2023. Fonti russe hanno affermato che era stato ferito, mentre fonti ucraine hanno riferito che era stato ucciso da colpi di artiglieria a Primorsk. Il 2 luglio 2023 è riapparso in un video su Instagram in cui mostra la data corrente sul suo telefono, senza ferite visibili.
Il 30 gennaio 2024 è stato elevato al grado di maggiore generale nelle Forze armate russe. Delimkhanov è considerato uno dei possibili successori di Kadyrov.

## Vita privata

### Famiglia
Delimkhanov ha tre fratelli: Alibek, colonnello generale, Šarip, capo del dipartimento del Servizio Federale della Rosgvardija in Cecenia, e Akhmat (o Amkhad), dipendente del ministero degli affari interni.
Suo nipote Akhmat-Khadži Delimkhanov, figlio di suo fratello Akhmat, è stato nominato viceministro dello sport. Secondo Novaja Gazeta, una nipote di Delimkhanov, Medni Adalaeva (figlia di sua figlia Khedi Delimkhanova), si sarebbe sposata l'8 giugno 2024 ancora minorenne con il secondo figlio di Kadyrov, Zelimkhan (detto Eli).

### Patrimonio
Nella classifica dei 500 miliardari russi stilata dalla rivista Finans, all'inizio del 2011, Adam Delimkhanov si è piazzato al 313º posto. Il suo capitale è stato stimato in 300 milioni di dollari o 9,1 miliardi di rubli. Secondo le cifre ufficiali del 2021, Delimkhanov ha ricevuto un reddito di 5,7 milioni di rubli.

## Controversie

### Caso Israilov
Il 13 gennaio 2009, il ventisettenne Umar Israilov venne ucciso a colpi di pistola a Vienna da tre individui che poi il tribunale austriaco ha identificato come tre cittadini austriaci di origine cecena: Otto Kaltenbrunner (nato Ruslan Edilov), Muslim Dadaev e Turpal-Ali Ešurkaev. Israilov, ex guardia del corpo di Ramzan Kadyrov, sarebbe stato catturato dalle forze federali cecene nel 2003 e torturato da Kadyrov stesso e Delimkhanov. Per dieci mesi Israilov sarebbe stato testimone di venti torture per poi, sotto consiglio del padre, fuggire dalla Russia nel 2004. Delimkhanov ha rifiutato di commentare l'accusa.

### Caso Jamadaev
Nell'aprile 2009, la polizia di Dubai accusò Delimkhanov di aver ordinato l'assassinio dell'ex signore della guerra ceceno e comandante militare russo Sulim Jamadaev. Delimkhanov ha negato l'accusa, dicendo che si trattava di una provocazione volta a destabilizzare la Cecenia e che si stava preparando a citare in giudizio la polizia di Dubai per diffamazione. Delimkhanov, insieme ad altri sei cittadini russi, è ricercato dai Emirati Arabi Uniti, in relazione all'omicidio di Jamadaev, tramite l'Interpol.

### Caso Jangulbaev
Nel febbraio 2022, sul profilo Instagram del vice primo ministro Abuzayd Vismuradov, Delimkhanov, insieme a Vismuradov ed altri alti funzionari del governo ceceno, minacciava di decapitare i membri della famiglia del ex giudice Saidi Jangulbaev, tra cui suo figlio Abubakar, avvocato per i diritti umani. Il giudice denunciò il rapimento di sua moglie Zarema Musaeva da parte delle forze di sicurezza cecene a Nižnij Novgorod. Secondo le autorità cecene, la signora Musaeva sarebbe stata arrestata per aver aggredito un agente di polizia. Successivamente, Jangulbaev e sua figlia hanno lasciato la Russia.

## Sanzioni
Nel marzo 2019, la Commissione per gli affari esteri del Congresso degli Stati Uniti ha approvato un progetto di sanzioni contro gli accusati dell'omicidio di Boris Nemcov. Delimkhanov è imputato in questo pacchetto di sanzioni, insieme al capo della Repubblica Cecena Kadyrov, nell'ambito del quale si prevede di introdurre misure restrittive e controllare i suoi beni in Arabia Saudita ed Emirati Arabi.
Il 21 luglio 2022, l'Unione Europea ha inserito Delimkhanov e i suoi fratelli nella propria lista di sanzioni in quanto partecipi all'invasione russa dell'Ucraina.
Delimkhanov è stato sanzionato dal Canada ai sensi dello Special Economic Measures Act (S.C. 1992, c. 17) in relazione all'invasione russa dell'Ucraina per grave violazione della pace e della sicurezza internazionale.
Il 29 luglio 2022 Delimkhanov è stato inserito nell'elenco degli individui sanzionati dal governo della Svizzera.
Il 18 ottobre 2022 Delimkhanov è stato inserito nell'elenco degli individui sanzionati dal governo della Nuova Zelanda.